# Leucania atrinota
Leucania atrinota är en fjärilsart som beskrevs av George Francis Hampson 1905. Leucania atrinota ingår i släktet Leucania och familjen nattflyn. Inga underarter finns listade i Catalogue of Life.